# Bolesław Kubica
Bolesław Kubica (ur. 19 maja 1929 w Cieszynie, zm. 24 lutego 2017) – polski geolog, specjalista w zakresie geologii złóż surowców mineralnych.

## Młodość
W latach 1936–1939 uczęszczał do Szkoły Powszechnej im. Stanisława Konarskiego w Cieszynie, a w czasie okupacji 1940-1943 do Übergangvolksschule. W 1944, w ramach pracy przymusowej był gońcem w Zarządzie Miasta Cieszyna. Po wyzwoleniu w 1945 wstąpił do I Państwowego Gimnazjum i Liceum Koedukacyjnego im. Antoniego Osuchowskiego w Cieszynie, które ukończył egzaminem maturalnym w 1948. W latach 1948–1949 pracował na gospodarstwie u ojca.
Studia geologiczne odbył na Uniwersytecie Wrocławskim im. Bolesława Bieruta, na Wydziale Nauk Przyrodniczych, które ukończył w 1953. W okresie jego studiów 1949-1953 wykładali m.in.: Henryk Teisseyre, Józef Zwierzycki i Kazimierz Maślankiewicz. Dyplom magistra filozofii w zakresie geologii i paleontologii otrzymał w grudniu 1953 za pracę Sedymentacja czerwonego spągowca w rowie tektonicznym Świerzawy, wykonaną pod kierunkiem prof. Henryka Teisseyre’a.

## Praca
Dla Instytutu Geologicznego w latach 1952-1953 kartował i profilował chodniki w kopalni Nowa Ruda w ramach poszukiwań boksytów.
Nakaz pracy otrzymał do nowo powołanego Centralnego Urzędu Geologii, do Departamentu Komisji Zasobów Kopalin, na stanowisko inspektora. W dniu 15.12.1953 został skierowany do Instytutu Geologicznego jako przedstawiciel CUG do specjalnej akcji badawczej dr inż. Stanisława Pawłowskiego: poszukiwanie złóż siarki w Zapadlisku Podkarpackim. W marcu 1954 został zatrudniony w PIG na stanowisku asystenta naukowo-badawczego.
Pracę rozpoczął od otworu A-1 w Mokrzyszowie, gdzie nawiercono wapienie osiarkowane. Od tej pory, aż do emerytury, związany był z poszukiwaniem i dokumentowaniem złóż siarki na Podkarpaciu.
W latach 1953–1978 odkryto z jego udziałem i udokumentowano w kategorii C2 szereg złóż siarki rodzimej: Piaseczno, Machów, Jeziorko-Grębów-Jamnica, Osiek–Baranów–Skopanie, Basznia, Poręba Wierzbicka–Dobrów–Grzybów oraz Rudniki, o łącznych zasobach siarki w kat. C2 około jednego mld t.
Od 1960 był adiunktem naukowo-badawczym w Instytucie Geologicznym. W 1966 otrzymał Uprawnienia geologiczne do poszukiwania i rozpoznawania złóż kopalin stałych. Od 1982 był kierownikiem Pracowni Złóż Siarki i Surowców Miocenu w Zakładzie Geologii Złóż Surowców Chemicznych IG. W 1981 otrzymał stopień Dyrektora Górniczego III stopnia, a w 1985 – II stopnia. W 1985 uzyskał stopień doktora nauk przyrodniczych.

## Działalność zagraniczna
W ramach Funduszu Marii Skłodowskiej-Curie zainicjował w latach 1980-1983 studia porównawcze złóż siarki rodzimej w USA i Polsce. W 1981 zapoznawał się w USA ze złożami i metodami eksploatacji siarki na lądzie (firmy Duval Corp. i Texas Gulf Co) oraz w strefie off shore (Freeport Sulphur Company), na morskich platformach wiertniczych.
W ramach współpracy Instituto Geológico y Minero de España i Instytutu Geologicznego był w Hiszpanii ekspertem w Departamencie Poszukiwań Surowców (grudzień 1989 i maj 1991). Konsultował możliwości poszukiwań złóż siarki przy stosowaniu takich metod, jak geofizyka, hydrogeologia, analiza fotolineamentów, wiercenia.
W Algierii pracował na dwóch kontraktach. W pierwszym z Kopeksem w 1977, wykonywanym przez Przedsiębiorstwo Geologiczne w Kielcach, był doradcą naukowym. Zajmowano się wówczas penetracją obszarów z utworami siarczanowymi, określaniem zasobów niezbędnych dla eksploatacji siarki, poszukiwaniem źródeł wód siarkowodorowych i badaniem wysięków ropy naftowej. Badaniami objęto obszar między Marokiem i Tunezją: od Atlasu Telskiego na północy, do Atlasu Saharyjskiego na południu.
Drugi kontrakt (1984-1989), zawarty między Państwowym Instytutem Geologicznym a ERM i nadzorowany przez Geopol, dotyczył poszukiwań złóż siarki w dwóch obszarach basenu Chelifu: Ain Zelt-Mazouna oraz Bougirat-Djebel Milar.
W 1995 przeszedł na emeryturę.

## Odznaczenia i nagrody
- Srebrny Krzyż Zasługi (1957)
- Odznaka „Przodownik Pracy Socjalistycznej” (1970)
- Złoty Krzyż Zasługi (1970)
- Medal 30-lecia Polski Ludowej (1974)
- Krzyż Kawalerski Orderu Odrodzenia Polski (1975)
- Srebrna Odznaka NOT
- Złota Odznaka NOT
- Odznaka Zasłużony Działacz SITG
- Złota Odznaka honorowa „Za Zasługi dla Ochrony Środowiska i Gospodarki Wodnej”
- Odznaka honorowa „Zasłużony dla polskiej geologii” (1979)
- Odznaka honorowa „Zasłużony dla górnictwa PRL”
- Odznaka Zasłużony dla Siarkopolu
- Odznaka Zasłużony dla Województwa Rzeszowskiego i Tarnobrzeskiego
- Nagroda Państwowa Zespołowa I stopnia w dziedzinie Geologii i Górnictwa
- Nagroda Komitetu Nauki i Techniki

## Wybrane publikacje
- Kubica B., 1972, O procesie dehydratacji gipsów (genezy anhydrytów) w zapadlisku przedkarpackim. Przegl. Geol. Nr 4, Warszawa.
- Pawłowski S., Pawłowska K., Kubica B., 1979, Geology and Genesis of the Polish Sulphur Deposits. Econ. Geol. 74, 475-483.
- Pawłowski S., Pawłowska K., Kubica B., 1985, Budowa geologiczna tarnobrzeskiego złoża siarki rodzimej. Prace Instytutu Geologicznego CXIV, Warszawa.
- Kubica B., 1992, Rozwój litofacjalny osadów chemicznych Badenu w północnej części zapadliska przedkarpackiego. Prac. PIG 133, Warszawa.
- Kubica B., 1994, The discovery of new sulphur deposits between the Vistula and San rivers (the Carpathian Foredeep, southern Poland) – a historical review, Geological Quarterly, v. 38, No 3, p. 341-352, Warszawa.
- Kubica B., 1997, Relation of sulphur–forming processes to lithofacies and structural features of Badenian chemical sediments in the Carpathian Foredeep (Poland). Slovak Geological Magazin 2/97 vol. 3, No 1.
- Kubica B., 2004, Litostratygrafia mioceńskich osadów podgipsowych Morawianu w północnej części zapadliska przedkarpackiego. Biul. PIG 407, 5-28, Warszawa.

## Źródła
- Kubica B., 2015, Życie poświęcone siarce (1953-2008), w: „Pracowaliśmy w trudnych, ale ciekawych czasach. Wspomnienia pracowników Państwowego Instytutu Geologicznego”, 121-138, Stowarzyszenie Emerytowanych Pracowników Państwowego Instytutu Geologicznego, Wspomnienia Nr 7, Warszawa.